# Місячні дерева

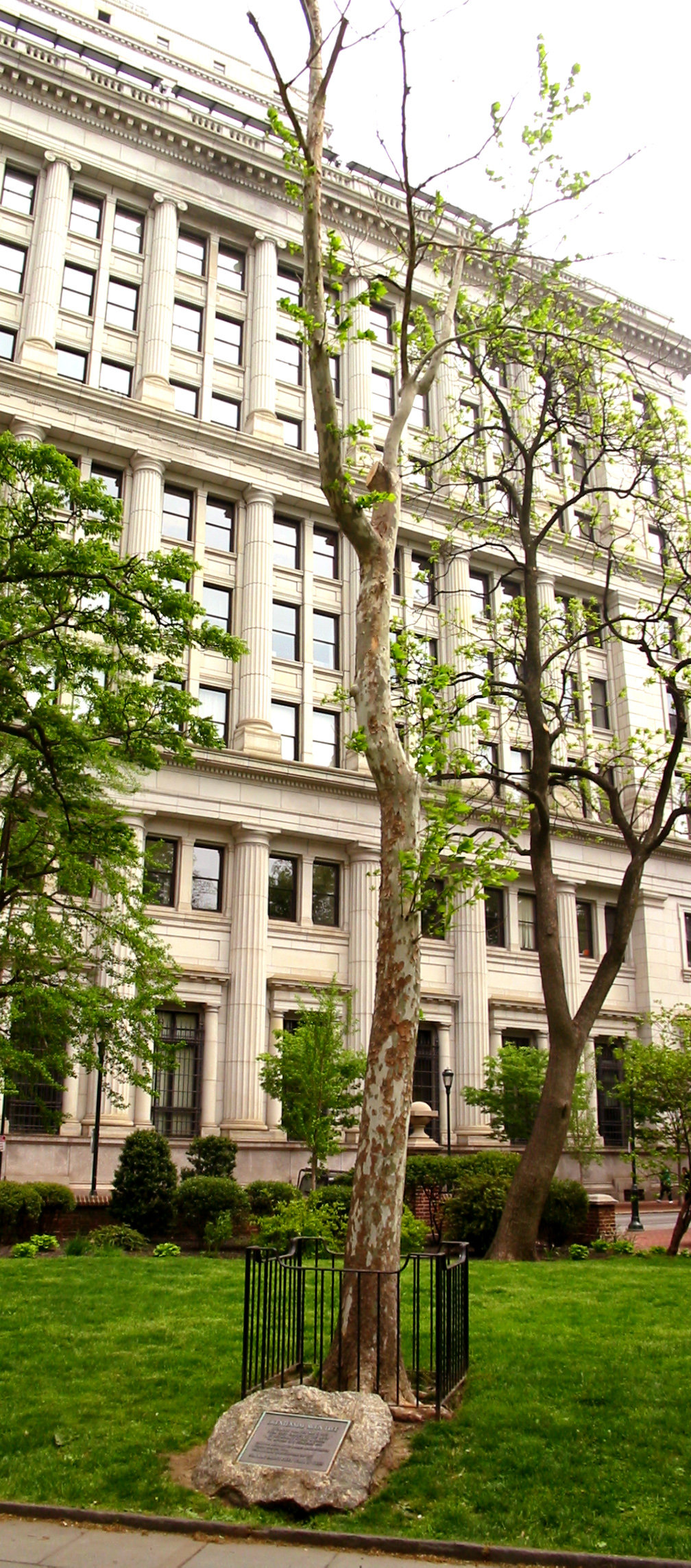
Перше «місячне дерево», посаджене в 1975 році на площі Вашингтон Сквер в Філадельфії (фото 2008 року)

«Місячні дерева» (англ. Moon tree) — дерева, вирощені з приблизно 500 шт насіння, що літали до Місяця на борту пілотованого космічного корабля «Аполлон-14». Політ, в ході якого була здійснена третя висадка людей на Місяць, відбувся в період 31 січня—9 лютого 1971 року. Насіння не були безпосередньо на поверхні Місяця, але перебували на навколомісячній орбіті, в особистому багажі пілота командного модуля Стюарта Руса, поки його колеги, командир «Аполлона-14» Алан Шепард та пілот місячного модуля Едгар Мітчелл, працювали на Місяці, в районі кратера Фра Мауро. Після польоту з насіння були вирощені саджанці, які потім в середині 70-х років XX століття були посаджені в багатьох штатах США і в деяких країнах. «Місячні дерева» стали живим пам'ятником програмі «Аполлон» і персонально Стюарту Руса.

## Ідея експерименту
Ідея експерименту виникла у директора Служби лісу США Едварда Кліффа після того, як він дізнався, що до складу екіпажу «Аполлона-14» увійде Стюарт Руса. Кліфф був знайомий з космонавтом з початку 50-х років, коли майбутній льотчик-випробувач Повітряних сил США і астронавт НАСА працював в Службі лісу парашутистом-пожежним. Кліфф попросив Руса взяти з собою в політ насіння, і останній погодився. Для експерименту були відібрані близько 500 шт насіння п'яти видів дерев: сосна ладанна, платан, ліквідамбар, секвоя і псевдотсуга Мензіса. На землі були залишені контрольні насіння для подальшого порівняння. Вчених цікавило, що стане з насінням після польоту до Місяця, чи проростуть вони, та чи будуть дерева згодом виглядати нормально.

## Після повернення на землю
По завершенні польоту насіння разом з астронавтами і привезеними зразками місячного ґрунту були поміщені в Місячну прийомну лабораторію для проходження карантину. Але під час процедури знезараження у вакуумі вибухнув герметичний контейнер, в якому знаходилося насіння. Всі вони перемішалися, деякі були пошкоджені, і у фахівців Служби лісу США навіть з'явилися сумніви в їх життєздатності. Після карантину насіння були відправлені в південний розплідник Служби лісу в Ґалфпорті, штат Міссісіпі, і в західний розплідник в Плейсервіллі (Каліфорнія), де вони успішно проросли. Через кілька років після пророщування у Служби лісу було від 420 до 450 саджанців готових до посадки. Частина з них була посаджена разом з контрольними зразками, які не покидали Землю. Через декілька десятиліть між місячними деревами та контрольними зразками не було ніяких помітних відмінностей. Однак більшість саджанців були передані окремим штатам (ці види дерев ростуть на півдні і заході США, тому не всі штати їх отримали), університетам і центрам НАСА. Їх посадка в 1975-1976 роках була приурочена до 200-річчя утворення США і прийняття Декларації незалежності. Кілька «місячних дерев» поїхали в Бразилію, Швейцарію, одне було подаровано Імператору Японії. Перше «місячне дерево», платан, було посаджено за участю Стюарта Руса 6 травня 1975 року в Вашингтон Сквер парку, в Філадельфії.

## Відомі загиблі «місячні дерева»
Види «місячних дерев» мають різну тривалість життя. Одні живуть сотні і навіть до тисячі років, інші вже постаріли і загинули від хвороб або екстремальних погодних явищ. В 2011 у загинув платан, посаджений Русою в Філадельфії. Зараз на тому ж місці росте клон дерева. Загинула сосна ладана, посаджена в 1976-му біля Білого дому, в Вашингтоні. Ураганом «Катріна» в 2005 році була зламана ще одна сосна в Новому Орлеані. В цілому загинуло близько двох дюжин «місячних дерев».

## «Місячні дерева» другого покоління
В кінці XX століття з'явилися «місячні дерева» другого покоління. Вони були вирощені з насіння або живців оригінальних «місячних дерев». 9 лютого 2005 року, в 34-ту річницю приводнення «Аполлона-14», платан другого покоління був посаджений на Арлінгтонському національному цвинтарі на честь Стюарта Руси та інших астронавтів, що вже пішли з життя. 22 квітня на День Землі 2009 року такий же платан було посаджено в Національному дендрарії США в Вашингтоні. Ще один посаджений на честь Стюарта Руси 3 лютого 2011 року в Космічному центрі імені Джона Стенніса.